# Manuel Bernades i Rovira
Manuel Bernades i Rovira (Camprodon, 1831 - 20 de maig del 1907) va ser un polític català, conegut com el Parmentier espanyol.
Va néixer al carrer València de Camprodon. Estudià al mateix Camprodon, a La Manera, a Girona i a Barcelona. Fixació per les patates, de les quals volia millorar la qualitat i assegurava que serien la futura riquesa de la Vall i del Ripollès. Converteix el paratge de Les Saletes de Llanars en un immens laboratori, obtenit diversos èxits agrícoles i premis. Alcalde de Camprodon de novembre del 1903 a desembre del 1905 pel partit Liberal, encara que ja havia estat alcalde altres vegades.

## Distincions i reconeixements
- Medalla d'or a l'Exposició Universal de Barcelona (1888)
- Gran Premi de l'Ajuntament de Barcelona
- Creu de Carles III.

## La patata otrumfade Camprodon
La patata de Camprodon, més coneguda amb la denominació de trumfa de la Vall de Camprodon, és un tubercle molt arrelat a l'alimentació de la comarca del Ripollès i el seu conreu es remunta a finals del segle xviii. A partir de 1950 el cultiu de la patata a la comarca va experimentar una forta davallada fins a la primera meitat del 1990, quan es va reimpulsar.
Des de l'octubre del 2013, aquest producte té llavor de patata certificada com original de la Vall de Camprodon, cosa que la converteix en la primera llavor de patata certificada de Catalunya.
Es conrea a més de 900 m d'altitud i amb sistemes naturals de producció, és a dir, sense cap desinfectant i amb una elaboració totalment manual. És una patata de carn blanca, consistent, gens farinosa i de ràpida cocció. La majoria de patates conreades a la Vall de Camprodon pertanyen a la varietat Kennebec, afavorida per l'altitud i les baixes temperatures de la zona.